# Jonathon Prandi
Jonathon Prandi (ur. 11 sierpnia 1972 w Kalamazoo w stanie Michigan) – amerykański model, aktor i konsultant IT włosko-amerykańskiego pochodzenia.
Dorastał w Miami na Florydzie. Rozpoczął pracę jako model na pokazach mody, w katalogach i czasopismach. Pojawił się także w filmach szkoleniowych i magazynach fitness, takich jak Men’s Health (Zdrowie mężczyzn), Men’s Workout (Męski trening) i Exercise for Men (Ćwiczenia dla mężczyzn). Pojawił się także kilka razy w magazynie dla kobiet „Playgirl”, po raz pierwszy w lutym 1996 r., we wrześniu 1996 w numerze był w rubryce „Centerfold” (Znani), a w 1997 r. został wybrany przez czytelniczki Playgirl Magazine „Człowiekiem Roku”. Był także dublerem Pierce’a Brosnana w filmie Afera Thomasa Crowna (The Thomas Crown Affair, 1999).
Występował gościnnie w telewizji, m.in. w operze mydlanej CBS Guiding Light, programach: Entertainment Tonight i Extra, a także Fox After Breakfast, Good Day New York i The Montel Williams Show.
Pojawił się również w filmach, m.in. Sklepik Erotyki (Little Shop of Erotica, 2001) i spektaklach teatralnych, zagrał czarny charakter na scenie Off-Broadwayu w sztuce Trzej muszkieterowie (The Three Musketeers).